# 마나드 제이드
마나드 제이드(مناد غازي, Mannad Zeid, 1989년 10월 1일~)는 이집트의 사브르 펜싱 선수이다. 그는 2012년 하계 올림픽에서 남자 사브르 개인전에 출전하였으나, 64강전에서 말레이시아의 유 펭 케안에 12-15로 패하며 탈락하였다.